# Turowola-Kolonia
Turowola-Kolonia – kolonia w Polsce położona w województwie lubelskim, w powiecie łęczyńskim, w gminie Puchaczów.
W latach 1975–1998 miejscowość administracyjnie należała do ówczesnego województwa lubelskiego.